# Anders Persson (handbollsspelare)
Anders Martin Persson, född 20 september 1982 i Ystad, är en svensk tidigare handbollsmålvakt.

## Klubbkarriär
Anders Persson började spela handboll i Ystads IF och var med och vann junior-SM med klubben 2001 men skiftade sen till IFK Ystad, som då var Ystads enda elitserielag. Där spelade han när han var med i J- och U-landslag. Men 2007 återvände han för ett år till i Ystads IF. Då hade IFK Ystad åkt ur elitserien efter tio år i eliten. 2006 började IFK:s nedgång med flera spelartapp. 2007 fullbordades fiaskot som började med att tränaren Basti Rasmussen sparkades efter åtta matcher och vänstersexan Alexander Hansen åkte fast för doping (drogmissbruk). IFK Ystad degraderades 2007.
Anders Persson spelade sedan en säsong i Ystads IF innan det bar iväg utomlands. De två första proffsåren blev i danska Bjerringbro-Silkeborg, sedan skiftade han till GWD Minden som då spelade i andradivisionen i Tyskland. Efter två säsonger var Persson med och förde upp klubben till Bundesliga, 2012.
Efter sex år som proffs i utlandet valde Persson att återvända till Sverige, 2014. Han valde att spela för moderklubben Ystads IF igen. Det blev sex säsonger för moderklubben innan han 2020 slutade spela handboll. Avslutet blev med uteblivet slutspel på grund av coronapandemin.

## Landslagskarriär
Anders Perssons karriär i ungdomslandslagen var framgångsrik med U21 VM-guld 2003.  Att ta sig till A-landslaget var svårare och inte förrän 2007 i en match mot Danmark fick han debutera i landslaget. Han spelade sedan 4 landskamper 2009 och fyra 2015 men fick aldrig spela i något mästerskap. Den gamla landslagstatistiken överensstämmer med den gamla.